# رجال تحت الأرض (فلم)
رجال تحت الأرض هو فيلم تلفزي مغربي من إخراج عباس فراق سنة 2006، و بطولة كل من حميدو بنمسعود، عبد الإله عاجل، إدريس الروخ،عزيز البوزاوي، طارق البخاري، وآخرين.
صُوّر الفيلم بين مدينتي مراكش وخريبكة، ويُعالج الظروف المُزرية للعاملين داخل المناجم، والشطط في استعمال السلطة ونهب المال العام.

## القصة
يرصد الفيلم واقعا مأساويا للطبقة العاملة، حيث يتمخض عن غياب شروط السلامة نتيجة حتمية انتهت بانهيار المنجم، ليجد العمال المنجميون أنفسهم تحت الأرض بعمق يصل إلى 600 متر.